# Le Chant du désert (film, 1939)
Pour les articles homonymes, voir Le Chant du désert.
Le Chant du désert (Das Lied der Wüste) est un film allemand réalisé en 1939 par Paul Martin.

## Distribution
- Zarah Leander : Grace Collins, une chanteuse connue qui, en Afrique du Nord, tombe amoureuse d'un ingénieur hollandais
- Gustav Knuth : Nic Brenten, un ingénieur hollandais idéaliste qui s'éprend de Grace
- Friedrich Domin : Sir Collins, le beau-père de Grace, un cynique directeur financier
- Herbert Wilk : le capitaine anglais Frank Stannay
- Ernst Karchow (en) : le colonel Balentine
- Rolf Heydel : le lieutenant Scott